# Cascada de Bagatayam
La Cascada de Bagatayam (también conocida como Sapa sa Sogod ) es una caída de agua localizada en el Barangay Bagatayam al norte de la isla y provincia de Cebú, en la parte central del país asiático de las Filipinas. Sus aguas vienen del arroyo conocido como 
Binaliw que fluye aguas abajo por el río Bagatayam hasta que cae. Una vez en la década de 1930 fue la fuente de energía hidráulica que abastecía de electricidad y poder para el molino de maíz de la familia local de apellido Amado. La cascada es un lugar turístico y esta conectadas a la "piedra de los tres amantes".